# Arabaçı
Arabaçı är en ort i Azerbajdzjan. Den ligger i distriktet Gädäbäy rajon, i den västra delen av landet, 400 kilometer väster om huvudstaden Baku. Arabaçı ligger 1 458 meter över havet och antalet invånare är 1 124.
Terrängen runt Arabaçı är huvudsakligen kuperad. Arabaçı ligger nere i en dal. Närmaste större samhälle är Çatax, 12,9 kilometer nordost om Arabaçı.
Trakten runt Arabaçı består till största delen av jordbruksmark. Runt Arabaçı är det ganska tätbefolkat, med 70 invånare per kvadratkilometer.